# シーランド (お笑いコンビ)
シーランドは、ホリプロコムに所属していたお笑いコンビ。

## メンバー

### 宇田川晃希
- 宇田川 晃希（うだがわ こうき、1987年（昭和62年）5月20日（38歳） - ）
ツッコミ担当。千葉県浦安市出身[1]。身長170cm、血液型A型。
明治大学付属中野高等学校、明治大学卒業[1]。
趣味は歌、茶道。
好物はチーズ、ディズニー関係、競馬、オートレース、世界遺産、K-POP[2]。チーズソムリエ、チーズ検定、世界遺産検定の各資格を持っている[2]。ディズニー好きなのは、父が東京ディズニーランド職員ということもあってのことである[3]。
手越祐也とは旧友同士[4]。

#### 「あま福」結成後
- シーランド解散の翌年2015年に「あま福」を結成し、同年3月から活動開始。なお「あま福」は「余り者同士で、福を掴めるように」と言う意味で付けたコンビ名である[5]。
ネタは漫才とコント共に行っていた。漫才のネタには「ヒーローインタビュー」などがあった[6]。宇田川が三角形のチーズを象った帽子をかぶってチーズに因んだアメリカンジョークを披露する「チーズボーイ」というキャラを編み出し、このキャラでネタを披露することもある[7][8][9]。
2017年9月にあま福は解散を発表した[10][11]。
解散後は下記のキャラを活かしたピン芸人「チーズボーイ」として活動[12]。
2020年7月に所属事務所からの退社を発表。現在は手越祐也の個人事務所で手越のマネージャーをしており、手越のYouTubeチャンネルにたびたび出演している。

### 関谷迅市
- 関谷 迅市（せきや じんいち、1987年12月30日（37歳） - ）
ボケ担当。東京都出身。身長172cm、血液型O型。
明治大学出身。
映画好き[13]。趣味は空手、絵画。握力は左右共に50kgを超えるという。
既婚者で、娘がいる[14]。
コンビ解散後はピン芸人として活動していたが、2016年6月いっぱいで芸人を引退した[15]。
弟はお笑い芸人で、裏切りマンキーコングの関谷風次[16]。

## 略歴
コンビ名は、東京ディズニーシーと東京ディズニーランドから「シー」と「ランド」を採った物。このようにした理由は、宇田川の父が東京ディズニーランド職員ということもあった模様。
二人とも高校生だった2005年（平成17年）に、第3回M-1甲子園で関東地区に選ばれ、全国大会に出場。 
その後二人とも明治大学に進学。2006年（平成18年）9月17日、この日行われたホリプロコム主催の「お笑い新人発掘オーディション決勝大会」にてグランプリを受賞し、デビュー。
ネタは漫才が多く、これまでに演じた中には関谷の得意とする力技を活かしたものもあり、漫画雑誌や電話帳などの分厚い本や、Tシャツを引き裂いたり（宇田川のTシャツを関谷が引き裂いたり）、クルミなどを片手で握りつぶしたり、関谷が体を張った芸を演じたこともあった。
2010年10月からはジプシーダンス、浜口浜村、ドドん、三四郎、ブルーセレブ、モグライダーらと共に、お笑いスター候補生による強化ユニットライブ「新宿GO!GO!LIVE」に出演。このライブはK-PRO主催で不定期的に開催されており、2014年8月現在で33回を数えている。
2014年8月31日を以て解散した。「THE MANZAI 2014」で1回戦敗退となった結果を受けての結論だという。なおTHE MANZAIには初年度から4年続けて出場していたが、結果は全て1回戦敗退であった。
解散後も2人ともホリプロコムに残り、関谷はピン芸人に転向。宇田川は上記の通り2015年に元パルパティーンの鈴木浩之と「あま福」を結成し、同年3月から活動開始。なお「あま福」は「余り者同士で、福を掴めるように」と言う意味で付けたコンビ名だという。その後、上記の通り関谷が2016年6月いっぱいで芸人を引退している。2020年7月には、宇田川もホリプロコムを退社した。

## 出演

### テレビ
- 爆笑オンエアバトル（NHK総合）　戦績0勝1敗 177KB
- オンバト+（NHK総合）戦績0勝1敗 309KB
- モバタレGREAT（日本テレビ） - 『タレタマ』お笑い枠メンバー
- キッザニアTV（BSフジ） - 『キッザニア・ディスカッション』コーナーレギュラー
- バスで恋して〜関東版〜（テレビ神奈川、テレビ埼玉） - バス恋ガイド
- 磯山さやかの「流行発信☆磯山ランド」（BS日テレ、2009年10月 - 2010年9月） - レギュラーリポーター
- SRS（フジテレビ） - 関谷のみ
- お笑い図鑑 ハマヌキ（tvk）
- オジサンズ11・成人の日スペシャル（日本テレビ、2008年1月14日）
- ネタの決戦!THEおもしろキング（テレビ朝日、2008年7月4日）
- 大人のソナタ（テレビ朝日） - 2009年4月26日（宇田川のみ）
- 爆笑トライアウト（NHK総合、2009年5月29日）
  - 会場審査では7位（325TP）、視聴者投票では6位（748票）。
- アリケン（テレビ東京、2009年6月20日 - 6月27日） - 関谷のみ
- めちゃ×2イケてるッ!（フジテレビ）- 2010年11月13日
- 生活向上エンタテインメント・やる気スイッチTV（Twellv、2011年12月 - 2012年11月・毎月最終土曜） - メイン司会
- 徳井と後藤と麗しのSHELLYが今夜くらべてみました（日本テレビ、2012年10月16日 ）- 宇田川のみ
- 明日の勝ち馬検討社（グリーンチャンネル、2013年1月5日 - 2013年12月22日） - 宇田川のみ（デスク役）
- 世界でお金を稼ぐということ〜30日間全力ワーキング〜（テレビ東京、2013年4月5日）- 関谷のみ
- 法円坂ホラー研究会 谷町第二高等学校（BS-TBS、2013年12月6日 - ） - 宇田川のみ

これ以降はシーランド解散後、個々での出演
- 宇田川（あま福）
  - なら≒デキ〜○○なら××デキるはず〜（テレビ朝日）- 2016年10月26日深夜
  - IPPONスカウト（フジテレビ）- 2015年11月7日、鈴木のみ
    - IPPAN グランプリ（フジテレビ）- 2015年11月11日、鈴木のみ

  - くりぃむナンチャラ（テレビ朝日）- 2016年12月16日、12月23日、宇田川のみ
  - くりぃむしちゅー特番　芸能界最強！お笑いマニア王決定戦（テレビ朝日）- 2017年1月3日、宇田川のみ
  - ウチのガヤがすみません!（日本テレビ）- 2017年4月4日初出演[25]
  - Going!Sports&News（日本テレビ）- 2017年4月30日「モチトピ」コーナー、宇田川のみ[26]
- 関谷
  - 〜公開ネタ見せ番組〜 輝け!ギャラ3000円芸人（BSスカパー!）- 2015年7月30日

### ラジオ
- はみだし しゃべくりラジオ キックス（山梨放送）- 2015年10月21日「銀座8丁目しゃべくり劇場」コーナー、宇田川のみ「あま福」での出演[27]

### ネットテレビ
- 週刊！NIPPONちびっこランド（フジテレビ無料動画サイト「見参楽（みさんが！）」）- 2012年2月6日 - 3か月配信
- イチオシ大予想TV 馬キュン！（UMAJIN.net）- 宇田川のみ、「あま福」での出演